# Phyllolabis ghilarovi
Phyllolabis ghilarovi är en tvåvingeart som beskrevs av Evgenyi Nikolayevich Savchenko 1983. Phyllolabis ghilarovi ingår i släktet Phyllolabis och familjen småharkrankar.
Artens utbredningsområde är Armenien. Inga underarter finns listade i Catalogue of Life.